# Highland Laddie
Highland Laddie (aussi connue sous le titre de Hielan' Laddie) est une chanson populaire écossaise. En 1881, tous les régiments écossais de la British Army devaient utiliser cette chanson en tant que marche régimentaire. En 2006, tous les régiments écossais de la British Army sont réunis pour former le Royal Regiment of Scotland qui utilise Scotland the Brave comme marche. Highland Laddie est également utilisée comme marche régimentaire par plusieurs régiments du Canada, de l'Australie et de la Nouvelle-Zélande. On peut l'entendre, réarrangée par Frank Cordell, dans le film Khartoum (1966) sous le nom de « L’armée de Wolseley » (Wolseley’s army).

## Source de la traduction
- (en) Cet article est partiellement ou en totalité issu de l’article de Wikipédia en anglais intitulé « Highland Laddie » (voir la liste des auteurs).